# Pico de la Maladeta
Pico de la Maladeta är en bergstopp i Spanien.   Den ligger i provinsen Provincia de Huesca och regionen Aragonien, i den nordöstra delen av landet, 400 km nordost om huvudstaden Madrid. Toppen på Pico de la Maladeta är 3 312 meter över havet.
Terrängen runt Pico de la Maladeta är huvudsakligen bergig, men den allra närmaste omgivningen är kuperad. Trakten runt Pico de la Maladeta är nära nog obefolkad, med mindre än två invånare per kvadratkilometer. Närmaste större samhälle är Vielha, 14,3 km nordost om Pico de la Maladeta. Trakten runt Pico de la Maladeta består i huvudsak av gräsmarker.